# アディエント
アディエント（Adient plc）とはアイルランドのダブリンに本籍を置く大手自動車部品メーカーである。本社はアメリカのミシガン州に存在する。日本法人はアディエント合同会社。

## 概要
2016年にジョンソンコントロールズのオートモーティブシステムズ部門がスピンオフされ、新会社としてアディエントが設立された。
ジョンソンコントロールズは1985年にカーシートメーカーのHoover Universalを買収したのをきっかけにカーシート事業へ参入した。その後も他社の買収・合併により事業を拡大し、2002年には売上高が200億ドルを超えた。
2011年にはドイツのKeiper GmbH & Co. KGを買収したことで、Keiperの子会社だった高級カーシートメーカーのレカロもジョンソンコントロールズ/アディエントの傘下に入った。ただしアディエントは2020年にレカロを売却したため、現在は資本関係がない。
アディエントは140億ドル以上の売上と世界最大のシェアを持つカーシートメーカーの最大手の1社である。世界200か国以上に拠点を持ち、日本にも神奈川県横浜市の本社を含めて9か所の拠点が存在する

## 事業

### カーシート事業

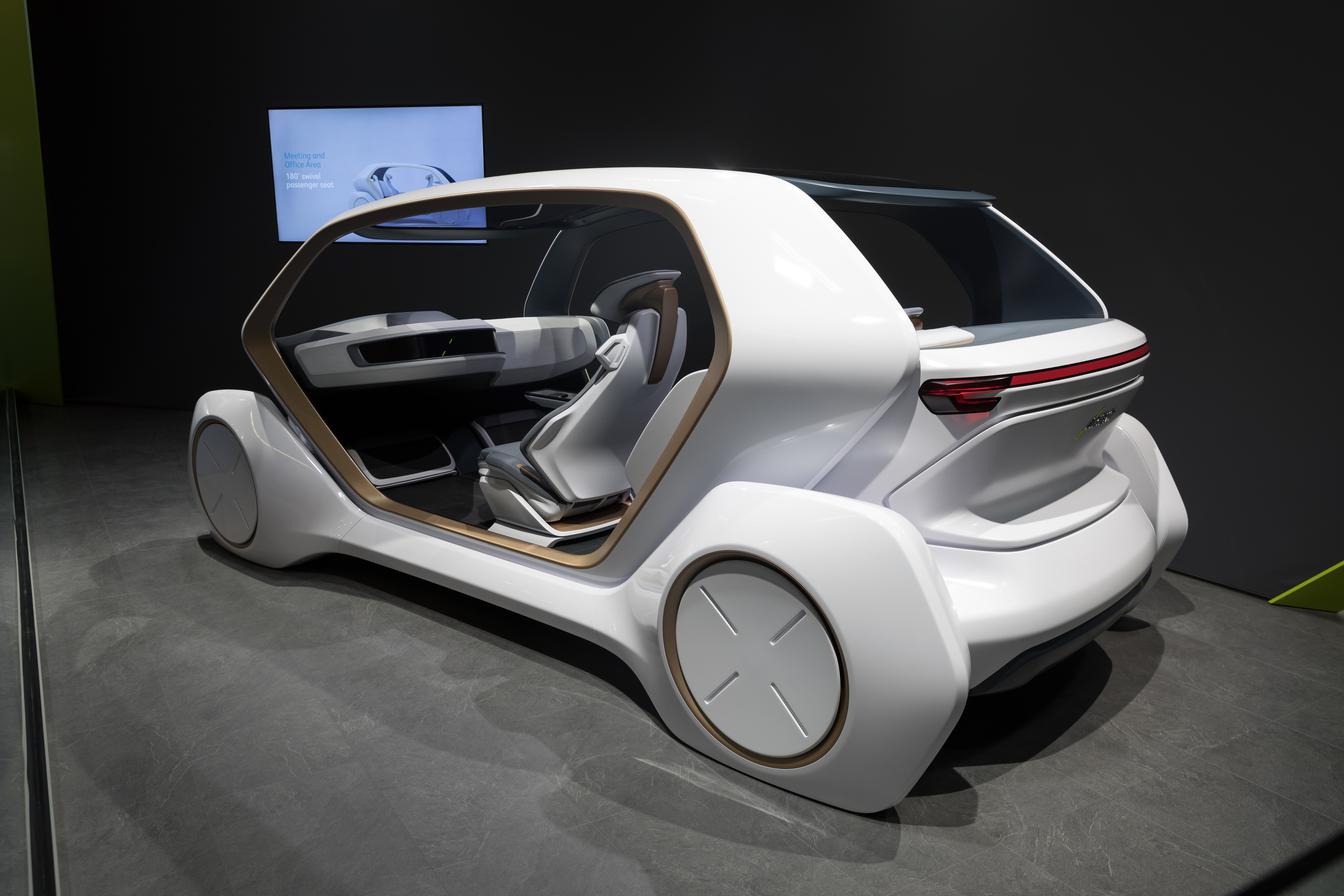
2018年に発表した自動運転車向けインテリア・コンセプト

カーシート事業はアディエントの主要事業で、シートフレーム・クッション・トリムを含めたシート全体の設計・製造を全て自社で手掛け、世界中の主要な乗用車・商用車メーカーにシートコンポーネントを納品している。その技術力・品質は自動車メーカーからも高く評価されており、日本メーカーではトヨタ・日産からの受賞歴をもつ。
ジョンソンコントロールズ時代の2010年からタチエスと業務提携しており、アディエントへの変更後も提携は継続されている。アメリカと中国においてアディエントとタチエスの合弁企業がホンダなどの自動車メーカーにシート関連部品を供給している。

### 航空機シート事業
2016年から航空機シート事業への参入を開始し、2018年にはボーイングとの共同出資により合弁会社「アディエント・エアロスペース（Adient Aerospace）」をドイツのカイザースラウテルンに設立した。2023年にはハワイアン航空のボーイング787-9機向けに設計した新しいプレミアムキャビン「レイホクスイート」を発表した。

## 沿革
以下、注釈のない限りマークラインズの情報に基づく。

### 旧ジョンソンコントロールズ・オートモーティブ (シート部門)
- 1985年 - カーシートおよびプラスチック機械加工メーカーHoover Universalを買収し、カーシート事業に参入する。
- 1996年 - 自動車内装用電子機器メーカーであるPrince Automotiveを買収。
- 1996年 - タチエスと合弁でカーシート縫製事業を手掛ける合弁会社TechnoTrimを設立。
- 1998年 - 自動車内装部品メーカーBecker Groupを買収。
- 1998年 - 横浜に技術センター、愛知県安城市に駐在員事務所を開設。
- 1999年 - イタリアのドアパネル・フロアコンソール・金型鋳造メーカーのCommerfin S.p.Aを買収し、フィアットとの取引を開始。
- 1999年 - コンチネンタルグループのBenecke-Kalikoからヘッドライナー工場、パイネ工場とユーバーヘルン工場を買収。
- 1999年 - アラコと合弁会社Trim Leaderを設立し、クリオ、トゥインゴ、アベンシス、カローラ用シートカバーの生産を開始。
- 2000年 - 南アフリカにメルセデス・ベンツ・Cクラス用のコックピット工場を設立。
- 2000年 - ウォーレンに内装拠点を新設。
- 2000年 - 日産の子会社であったシートメーカーの池田物産を買収。[9]
- 2000年 - 自動車用リアビューミラーシステム、モジュール化ウインドウシステム、ハンドル製品のサプライヤーDonnelly Corporationを買収。
- 2001年 - カントンに工場を新設し、日産向けシートシステムの量産を開始。
- 2002年 - 売上高が200億ドルを超える。
- 2011年 - ドイツのカーシート・ステアリングコラムアジャスターメーカーのC. Rob. Hammerstein Group (CRH) を買収。
- 2011年 - ドイツのKeiper/レカロを買収。
- 2014年 - 延鋒汽車飾件系統有限公司と自動車内装部品の合弁会社設立で合意。
- 2014年 - 上海延鋒工貿実業有限公司および安徽延生汽車内飾件有限公司とシートファブリックの合弁会社を設立することで合意。
- 2015年 - ジョンソンコントロールズからオートモーティブシステムズ部門をスピンオフすることを発表。

### アディエント
- 2016年 - オートモーティブシステムズ部門のスピンオフが完了し、新会社アディエントが設立。ニューヨーク証券取引所に上場。
- 2016年 - サンノゼに西海岸オフィスを開設し、コネクテッドカーおよび自動運転に焦点を当てた研究開発を進める。
- 2017年 - 上海に新オフィスを開設。
- 2017年 - マケドニアにシートカバーを生産する新工場を開設。
- 2018年 - インドにArvindと合弁で自動車用ファブリックの製造・開発を行うAdient Arvind Automotive Fabricsを設立。
- 2020年 - レカロをアメリカの民間投資会社Raven Acquisitionsに売却。
- 2020年 - 自動車内装ファブリック事業をSage Automotive Interiors（旭化成の米国子会社）に売却。[10]
- 2021年 - 延鋒汽車飾件系統有限公司との合弁事業が終了。